# Polyrhachis erato
Polyrhachis erato é uma espécie de formiga do gênero Polyrhachis, pertencente à subfamília Formicinae.